# Anna Russell Cole

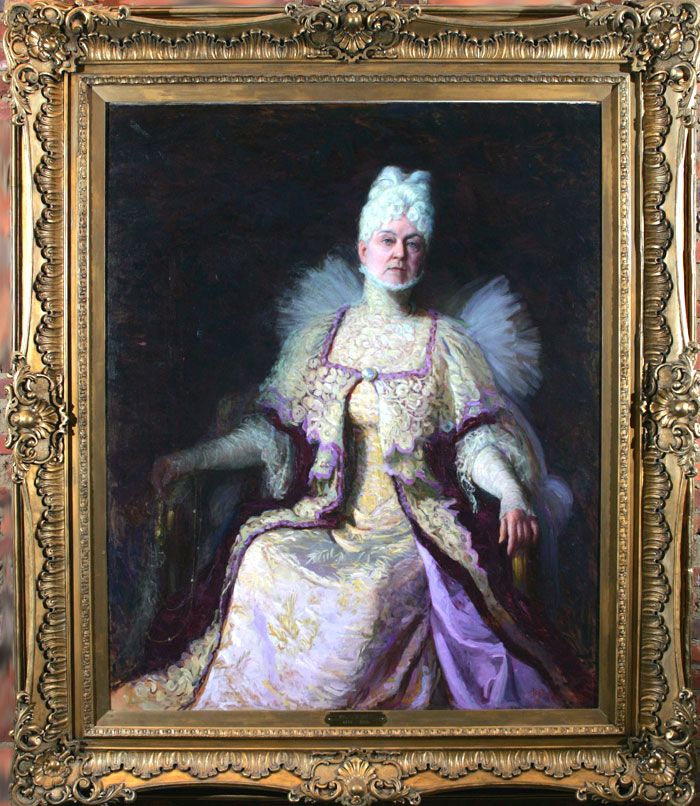
Anna Virginia Russell Cole.

Anna Virginia Russell Cole (* 16. Januar 1846, Augusta, Georgia; † 6. Juni 1926, Nashville, Tennessee) war eine amerikanische Philanthropin. Sie wurde bekannt für ihre Förderung von Bildung, Sozialreform und Künste im späten 19. und frühen 20. Jahrhundert. Sie wurde in eine angesehene Familie in Augusta, Georgia, geboren und ihr Leben war sowohl von persönlichen Tragödien als auch von einem starken Engagement für soziale Gerechtigkeit geprägt. Sie war eine bedeutende Persönlichkeit bei der Entwicklung der Vanderbilt University und Unterstützerin verschiedener sozialer Anliegen, darunter der Tennessee Industrial School und der Southern Sociological Conference.

## Leben

### Jugend
Anna Virginia Russell Cole wurde am 16. Januar 1846, in Augusta, Georgia, geboren. Sie war die älteste Tochter und das zweite von neun Kindern von Henry F. Russell und Martha Danforth. Ihr Vater war ein erfolgreicher Baumwollhändler und Rohstoffspekulant. Er war eine bekannte Persönlichkeit in Augusta und amtierte 1868 und 1869 als Bürgermeister. Die Familie Russell waren strenggläubige Methodisten und bekannt für ihre gesellschaftliche Stellung und ihren Einfluss in der Gemeinde.
Coles Kindheit war geprägt vom Verlust ihres Bruders Whitefoord Russell, des einzigen Sohnes unter neun Kindern. Er starb 1864 im Kampf für die Konföderation. Cole war weitgehend Autodidaktin und erhielt eine begrenzte formale Bildung. Sie besuchte 1862 kurz das Wesleyan College in Macon, Georgia, beendete das Semester jedoch nicht.
Später verbrachte sie mehrere Jahre in Berlin, Deutschland, von 1866 bis 1871, wo sie einen Kurs an der Universität Berlin belegte und dort auch als Gastdozentin tätig war. Sie unterrichtete auch die Kinder ihres Onkels, eines ehemaligen Professors der University of Georgia. In dieser Zeit lebte Cole im Haus von Leopold von Ranke, einem bedeutenden Historiker. Nachdem sie nach Augusta zurückgekehrt war, arbeitete sie für eine School for Girls als Lehrerin für Deutsch und Französisch.

### Ehe und Leben in Nashville
1872 heiratete Anna Virginia Russell Cole Edmund William Cole, einen Businessmagnaten, der neunzehn Jahre älter als sie war und ein Großunternehmer der Eisenbahnindustrie. Edmund Cole war Präsident der Nashville & Chattanooga Railroad und ein Officer der Georgia Banking & Railroad Company in Augusta. Das Paar zog nach Nashville, Tennessee, wo Cole die Verantwortung für den Haushalt und die Kindererziehung übernahm.
Edmund Cole hatte sieben Kinder aus einer früheren Ehe, und das Paar hatte zwei eigene Kinder. Ihr erstes Kind, Whitefoord Russell Cole wurde nach ihrem verstorbenen Bruder Whitefoord Russell Cole benannt, der 1874 geboren wurde. Sie bekamen 1889 eine Tochter, Anna Russell.
Cole widmete die ersten Jahre ihrer Ehe ihrer Familie und unterstützte die geschäftlichen Unternehmungen ihres Mannes. Sie verwaltete ihr unfertiges Haus in Nashville und übernahm die Rolle der Stiefmutter für die Kinder ihres Mannes. Von dieser Zeit an engagierte sie sich auch in philanthropischen Aktivitäten. Einer ihrer Stiefsöhne, Randal Cole, starb 1884 bei einem Eisenbahnunfall. Anna Cole ermutigte ihren Mann, in seinem Gedenken ein Bildungsinstitut zu gründen, das Randal Cole Institute, das später in Tennessee Industrial School umbenannt wurde.

### Philanthropische Unternehmungen
Cole und ihr Ehemann waren bekannt für ihre bedeutenden Beiträge zu verschiedenen Organisationen bekannt. Sie waren wichtige Spender für die Tennessee Industrial School, die verwaisten und benachteiligten Jungen Bildung und Unterstützung bot. Die Schule wurde ursprünglich zum Gedenken an ihren Stiefsohn gegründet. Ihre Spenden an die Schule beliefen sich auf 100.000 US-Dollar (heute etwa 2.700.000 US-Dollar). Cole unterstützte auch Abstinenzvereine und methodistische Missionen.
Cole richtete ihre philanthropischen Bemühungen auf die Vanderbilt University. Edmund Cole war von 1886 bis 1899 Mitglied des Kuratoriums der Universität und ihr Sohn, Whitefoord R. Cole, war später von 1915 bis 1934 Vorsitzender. Im Jahr 1894 spendeten die Coles die erste Hälfte einer Stiftung von 10.000 Dollar für eine jährliche Vortragsreihe, die der Verteidigung und Befürwortung des Christentums gewidmet war. Sie spendeten außerdem 2.500 Dollar für einen Stipendienfonds und 5.000 Dollar für die Universitätsbibliothek, die von 1905 bis 1918 ihre einzige Stiftung war. Kurz vor ihrem Tod spendete Anna Cole weitere 10.000 Dollar für das Amt einer Dekanin für Frauen (dean of women). Im Jahr 1914 spendete sie während einer wichtigen Stiftungskampagne 10.000 Dollar, um die Bemühungen des Kanzlers James Hampton Kirkland zu unterstützen, Vanderbilts Unabhängigkeit von der Hierarchie der Methodistenkirche zu behaupten.

### Spätere Jahre und Vermächtnis
Nach dem Tod ihres Mannes im Jahr 1899 setzte Cole ihre philanthropische Arbeit fort. Sie verbrachte ihre Zeit abwechselnd in ihrem Wohnsitz in Nashville, genannt „Colemere“, und in ihren Häusern in Wequetonsing, Michigan, und Washington, D. C. Sie war für ihren gesellschaftlichen Kreis bekannt und empfing prominente Persönlichkeiten, darunter die Präsidenten Theodore Roosevelt und William Howard Taft.
Cole war eine Spenderin für die Southern Sociological Conference, eine neu gegründete Organisation, die sich mit sozialen Themen wie Kinderwohlfahrt, Gefängnisreform, öffentlichem Gesundheitswesen, Bildung und Rassenbeziehungen befasste. 1912 ernannte die Southern Sociological Conference Cole zur Gründerin und sie stiftete der Konferenz 7.500 Dollar.
Politisch war Cole für internationale Friedensbemühungen. Sie nahm 1916 an einer Konferenz in Wien teil und unterstützte Woodrow Wilsons Ziel, die Vereinigten Staaten dem Völkerbund beizutreten. 1920spendete sie 2.000 Dollar an das Democratic National Committee.
Cole interessierte sich sehr für Poesie und sponserte in Augusta ein Denkmal zu Ehren von vier Dichtern aus dem Süden: Sidney Lanier, Father Abram Joseph Ryan, James R. Randall und Paul Hamilton Hayne. Sie unterstützte auch die frühen Werke von John Crowe Ransom und Merrill Moore.
Ein historisches Gebäude (Anna Russell Cole Auditorium) auf dem Campus der Nashville School of the Arts in Nashville, Tennessee, USA, wurde 1894 erbaut. Es wurde zu Ehren von Anna Russell Cole nach ihr benannt. Sie starb in Colemere am 6. Juni 1926.